# Guerras Revolucionárias Francesas
As Guerras Revolucionárias Francesas (em francês:  Guerres de la Révolution française) foram uma série de conflitos militares que se estenderam de 1792 até 1802, logo após a Revolução Francesa. Teve de um lado a Primeira República Francesa contra o Reino Unido, a Áustria, a Prússia e diversas outras monarquias europeias. A guerra é dividida em dois períodos: a Primeira Coalizão (1792–97) e a Segunda Coalizão (1798–1802). Inicialmente confinada à Europa, a luta tomou dimensões globais com as ambições revolucionárias se expandindo. Após uma década de guerras constantes e diplomacia agressiva, a França foi bem-sucedida em tomar e conquistar vários territórios novos, da Península Italiana até aos Países Baixos na Europa, e o Território da Luisiana na América do Norte. Os sucessos franceses garantiram a expansão e a afirmação dos princípios da Revolução por boa parte do continente europeu.
As Guerras Revolucionárias começaram logo após o rei Luís XVI ser destronado, no período de transição da França de uma monarquia constitucional para uma República. Na primavera de 1792, os franceses declararam guerra contra a Prússia e a Áustria, que responderam lançando uma invasão em larga escala até serem derrotados na Batalha de Valmy em setembro daquele ano. A vitória revitalizou o espírito francês e fortaleceu a Convenção Nacional a abolir de vez a monarquia na França. Uma série de vitórias do novo exército francês terminou numa grande derrota na Batalha de Neerwinden, na primavera de 1793. O restante do ano viu mais derrotas dos revolucionários e estes tempos difíceis permitiram aos jacobinos subir ao poder e impor o "Reino de Terror" como uma tentativa de unificar a nação politicamente e deter os esforços monarquistas de uma vez por todas.
Em 1794, a situação francesa começou a melhorar, com várias vitórias como em Fleurus contra os austríacos e na Batalha da Montanha Negra contra os espanhóis. Em 1795, os franceses conquistaram os Países Baixos e tiraram a Espanha e a Prússia da guerra com a assinatura da Paz da Basileia. Foi neste período que o general Napoleão Bonaparte foi elevado ao status de herói nacional após lançar sua campanha na Itália em abril de 1796. Em menos de um ano, os exércitos franceses de Napoleão expulsaram as tropas austríacas da península italiana, vencendo quase todas as batalhas travadas e fazendo mais de 150 000 prisioneiros. Com as forças francesas marchando em direção de Viena, a Áustria decidiu buscar a paz e aceitou o Tratado de Campoformio, encerrando a Guerra da Primeira Coalizão.
A Guerra da Segunda Coalizão começou um ano após a primeira, com a invasão francesa do Egito por Napoleão, em 1798. As monarquias europeias viram na má concebida campanha francesa no Oriente Médio uma chance para recuperar o território perdido no continente europeu. Os aliados começaram o conflito muito bem, invadindo a Suíça e expulsando os franceses da Itália — conquistando vitórias em Magnano, Cassano e Novi. Contudo, os franceses conseguiram uma vitória importante em Zurique em setembro de 1799, o que forçou a Rússia a largar a guerra. Nesse meio tempo, Napoleão aniquilou as forças egípcias e otomanas nas batalhas das Pirâmides, de Monte Tabor e em Abukir. Essas vitórias só fizeram aumentar a reputação e a popularidade de Napoleão na França; ele retornou no outono de 1799, sendo saudado por milhões. Contudo, a Marinha Real Britânica havia destruído a marinha francesa na Batalha do Nilo em 1798, fortalecendo ainda mais a dominação inglesa do Mediterrâneo.
Napoleão, ao retornar do Egito, encontrou uma França fragmentada por divisões internas, o que levou a queda do Diretório no Golpe de 18 de brumário, que colocou Napoleão Bonaparte no controle do país como Primeiro Cônsul. Ele reorganizou o Estado e o exército francês, lançando um novo ataque contra os austríacos na Itália na primavera de 1800. Os franceses conquistaram uma vitória decisiva na Batalha de Marengo, em junho de 1800, com os austríacos novamente recuando da península italiana. Outra grande vitória francesa ocorreu em Hohenlinden, obrigando a Áustria a sair da Baviera e buscar uma nova paz com a França, o que levou ao Tratado de Lunéville em 1801. Com os austríacos e russos fora da guerra, o Reino Unido se viu cada vez mais isolado e concordou em assinar o Tratado de Amiens com o governo de Napoleão, em 1802, concluindo assim a Guerra da Segunda Coalizão. As tensões na Europa, contudo, continuaram, e menos de dois anos mais tarde começou as Guerras Napoleônicas quando uma terceira coalizão se levantou contra a França.

## Guerra da Primeira Coalizão

### 1791-1792
Na altura de 1791, as monarquias da Europa olhavam com preocupação os desdobramentos na França e consideravam a possibilidade de intervir, ou em apoio a Luís XVI ou para tirar partido do caos. O personagem principal era o sacro imperador romano Leopoldo II, irmão de Maria Antonieta, que via com preocupação a tendência revolucionária francesa ao radicalismo, embora ainda tivesse esperança de evitar uma guerra. Em 27 de agosto, Leopoldo e o rei Frederico Guilherme II da Prússia, em consulta com nobres franceses emigrados, emitiram a Declaração de Pilnitz, que anunciava o interesse dos monarcas da Europa no bem-estar de Luís e sua família e ameaçava com vagas mais severas consequências caso algo de mau lhes acontecesse.

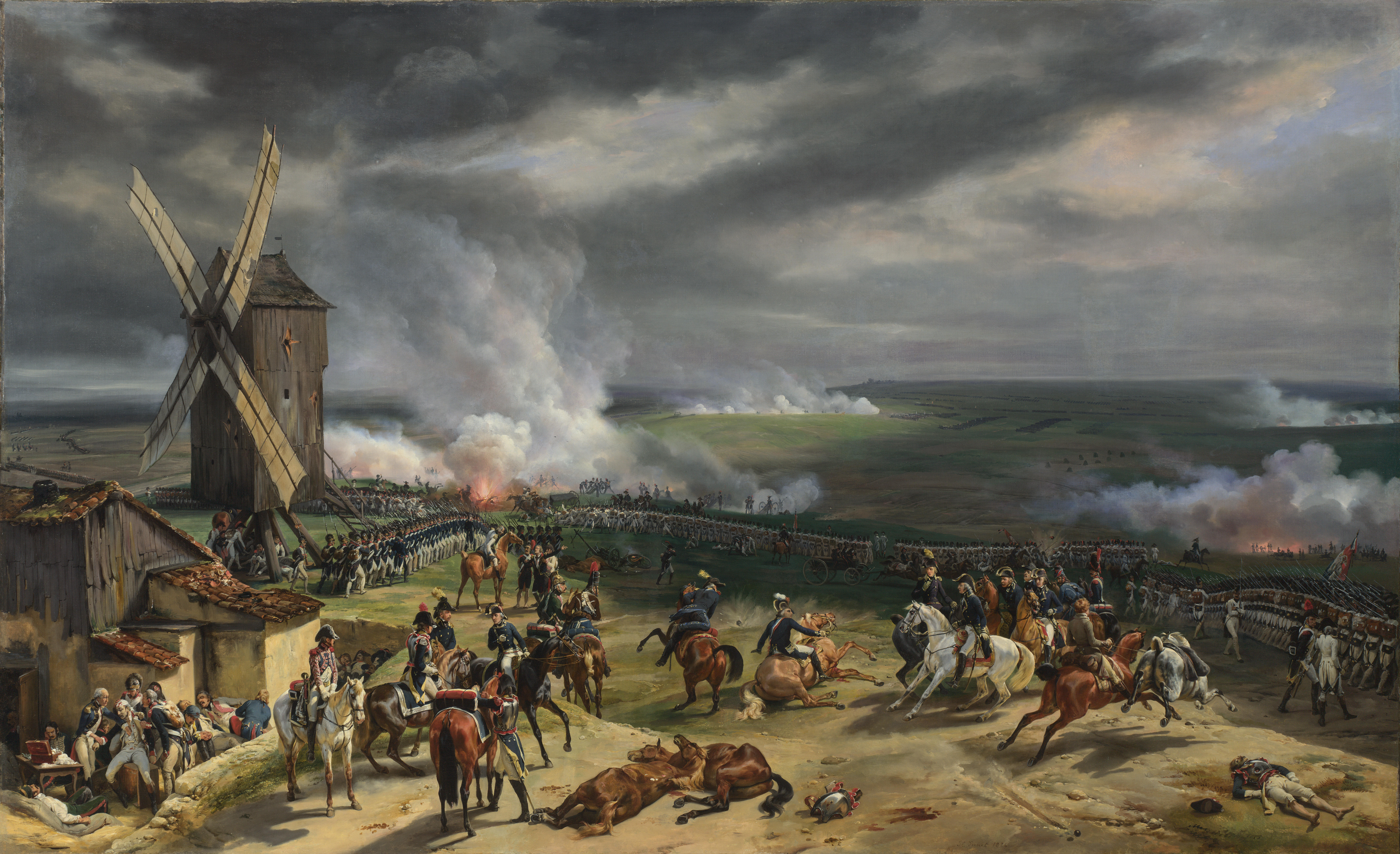
A Batalha de Valmy de 1792. Quadro a óleo da autoria de Jean-Baptiste Mauzaisse (1784-1844).

Os chefes revolucionários franceses viram a declaração como uma ameaça séria. Ademais das diferenças ideológicas entre a França e as potências monárquicas da Europa, havia contínuas controvérsias acerca do status das propriedades imperiais na Alsácia, e os franceses se preocupavam com a agitação no exterior dos nobres emigrados, especialmente nos Países Baixos austríacos e nos estados germânicos menores.
Por fim, a França declarou guerra primeiramente à Áustria, por meio de uma decisão da assembleia em 20 de abril de 1792 que se seguiu a uma longa lista de reclamações apresentadas pelo ministro do exterior Dumouriez. Este preparou a imediata invasão dos Países Baixos austríacos, onde esperava que a população local se rebelasse contra o domínio dos Habsburgos. Entretanto, a revolução havia desorganizado o exército e as forças levantadas eram insuficientes para a invasão. Em seguida à declaração de guerra, houve uma deserção em massa de soldados franceses.
Enquanto o governo revolucionário apressadamente levantava novas tropas e reorganizava as forças armadas, um exército aliado, composto basicamente por tropas prussianas, sob o comando do Brunsvique-Luneburgo, reuniu-se próximo a Coblença, no Reno. Em julho, Brunsvique invadiu a França, tomou com facilidade as fortalezas de Longwy e Verdun e emitiu uma proclamação em que declarava sua intenção de restaurar os plenos poderes do rei francês e considerava como rebelde qualquer pessoa ou cidade que resistisse. Entretanto, em 20 de setembro, em Valmy, as forças de Bunsvique chegaram a um impasse contra Dumouriez e François-Étienne Kellermann no qual se distinguiu a artilharia francesa, altamente profissional. Embora a batalha terminasse indefinida, o resultado reforçou o moral francês. Ademais, os prussianos, ao avaliar que a campanha durava mais e custava mais caro do que o planejado, decidiram retirar-se do território francês. No dia seguinte, a monarquia foi formalmente abolida e a Primeira República, declarada.
Entrementes, os franceses haviam sido bem-sucedidos em diversas outras frentes, ao ocupar a Saboia e Nice, enquanto o general Custine invadia a Alemanha e ocupava várias cidades ao longo do Reno, chegando até Frankfurt. Dumouriez passou à ofensiva na Bélgica e saiu vitorioso contra os austríacos em Jemappes em 6 de novembro, de modo que ocupou a totalidade do país até o início do inverno.

### 1793

Durante a Revolução Francesa, várias insurreições aconteceram em diversas cidades e vilas. Na imagem, combatentes marcham na cidade francesa de Fouesnant.

Em 21 de janeiro, o governo revolucionário executou Luís XVI em seguida a um julgamento. O fato uniu toda a Europa, inclusive a Espanha, Nápoles e os Países Baixos, contra a Revolução. Até mesmo o Reino Unido, de início simpático à assembleia francesa, já se juntara à Primeira Coalizão contra a França. Levantaram-se exércitos contra a França em todas as suas fronteiras.
Em resposta, a França declarou o recrutamento de centenas de milhares de homens, o que deu início à política francesa de usar a mobilização maciça e de manter-se na ofensiva para que estes grandes exércitos tomassem e usassem o material bélico capturado ao inimigo.
A França sofreu sérios reveses de início, ao ser expulsa da Bélgica e ao ter que lidar com revoltas no oeste e no sul. Mas na altura do final do ano, os novos e gigantescos exércitos e uma política severa de repressão interna que incluía execuções em massa haviam logrado repelir as invasões e extinguir as revoltas. O ano terminou com as forças francesas à frente, mas próximas às fronteiras de antes do conflito.

### 1794
O ano de 1794, trouxe ainda mais vitórias para os exércitos revolucionários. Embora a invasão do Piemonte houvesse fracassado, forças francesas invadiram a Espanha através dos Pirenéus e tomaram São Sebastião, e os franceses saíram vitoriosos da batalha de Fleurus, o que lhes permitiu ocupar a totalidade da Bélgica e a Renânia.

### 1795
Após conquistar os Países Baixos num ataque-surpresa durante o inverno, a França estabeleceu ali a República Batava, um Estado-fantoche. A Prússia e a Espanha decidiram aceitar a paz e cederam, pelo tratado de Basileia, a margem esquerda do Reno à França. A paz representou o fim da fase de crise da Revolução. A França ficaria livre de invasões por muitos anos.
O Reino Unido procurou reforçar os rebeldes na Vendeia, sem sucesso, e as tentativas de derrubar o governo em Paris foram frustradas pela guarnição militar chefiada por Napoleão Bonaparte, com a correspondente fundação do Diretório.
Na frente renana, o general Pichegru, que negociava com os monarquistas exilados, traiu seu exército e forçou a evacuação de Mannheim e o fracasso do sítio de Mogúncia por Jourdan.

### 1796
Os franceses prepararam um grande avanço em três frentes, com Jourdan e Jean Victor Marie Moreau no Reno e Bonaparte na península Itálica. Os três exércitos deveriam encontrar-se no Tirol e marchar contra Viena.
Jourdan e Moreau adentraram rapidamente a Alemanha. Em setembro, Moreau atingira a Baviera e a divisa do Tirol, mas Jourdan foi derrotado pelo arquiduque Carlos, de modo que os dois exércitos franceses viram-se forçados a recuar para o outro lado do Reno.
Por outro lado, Napoleão obteve sucesso total em sua ousada invasão da Itália. Ele dividiu os exércitos da Sardenha e da Áustria, de maneira a derrotá-los, impor a paz à Sardenha, tomar Milão e sitiar Mântua. Derrotou os sucessivos exércitos austríacos lançados contra as tropas francesas para tentar romper o sítio.
A rebelião na Vendeia foi finalmente esmagada em 1796 por Lazare Hoche, mas este não logrou desembarcar suas tropas na tentativa de invasão da Irlanda.

### 1797
Napoleão finalmente capturou Mântua, com a rendição de 18 mil soldados austríacos. O arquiduque Carlos da Áustria não logrou impedir Napoleão de invadir o Tirol e o governo austríaco propôs a paz em abril, simultaneamente a uma nova invasão francesa da Alemanha comandada por Moreau e Hoche.
Pelo tratado de Campoformio, assinado em outubro, a Áustria cedeu a Bélgica à França e reconheceu o controle francês da Renânia e de boa parte da península Itálica. A antiga República de Veneza foi partilhada entre a Áustria e a França. O tratado pôs termo à Primeira Coalizão, embora o Reino Unido permanecesse em guerra.

## Napoleão no Egito
Com apenas o Reino Unido na guerra e vendo-se sem uma marinha forte o suficiente para combatê-lo diretamente, Napoleão planejou uma invasão do Egito em 1798, que satisfaria o seu desejo pessoal de glória e interesse do Diretório em tê-lo longe de Paris. O objetivo militar da expedição não é claro, mas pode ter sido ameaçar o controle britânico sobre a Índia.
Napoleão partiu de Toulon para Alexandria e, após tomar Malta, desembarcou em junho. Ao marchar na direção do Cairo, venceu a Batalha das Pirâmides. Entretanto, sua frota foi destruída por Horatio Nelson na batalha do Nilo, o que o deixou isolado em território egípcio. Napoleão passou o restante do ano consolidando sua posição no Egito.
O governo francês também aproveitou o conflito interno na Suíça para invadi-la e estabelecer ali a República Helvética, ademais de anexar Genebra. Tropas francesas depuseram o papa e fundaram uma república em Roma.
Uma força expedicionária francesa foi de fato enviada para o Condado de Mayo para apoiar os rebeldes irlandeses durante sua rebelião contra a Inglaterra, no verão de 1798. Apesar dos sucessos iniciais, a força terrestre acabou sendo derrotada e a marinha francesa também foi vencida (batalha de Tory Island).
Os franceses também estavam sob pressão nos Países Baixos do Sul e em Luxemburgo, onde a população local se rebelava contra a conscrição e a violência antirreligiosa (Guerra dos Camponeses).
A França em 1798 também lutava uma guerra não declarada no mar contra os Estados Unidos, conhecida como a "Quase-guerra", que se resolveu em 1799.

## Guerra da Segunda Coalizão
A paz firmada ao fim de 1797 não durou muito tempo. De fato, logo em 1798, Reino Unido e Áustria se organizaram para formar uma nova aliança contra a França. Eles receberam apoio do Império Russo, que também se via ameaçado com os ideais da revolução.

### 1799

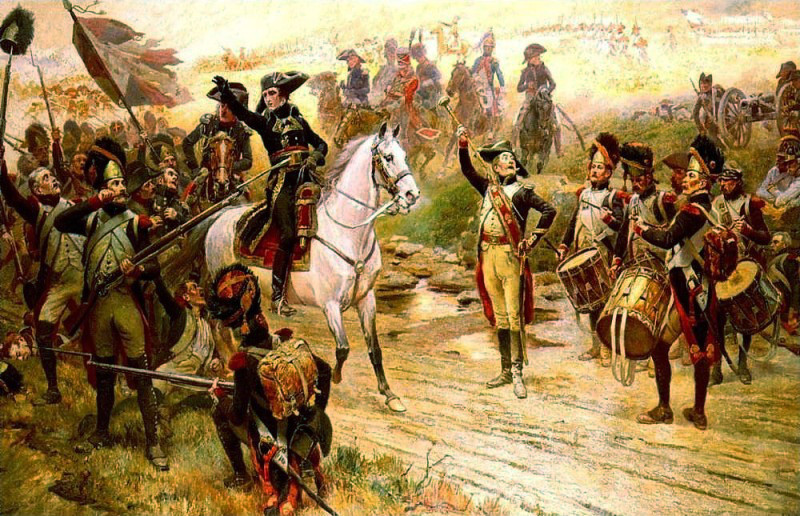
Napoleão em Marengo.

Na Europa, a Coalizão lançou várias expedições militares contra a França, incluindo campanhas na Itália e Suíça, além de uma invasão anglo-russa dos Países Baixos. O general russo, Alexander Suvorov, derrotou os franceses em vários confrontos no norte da Itália, expulsando-os dos Alpes. Contudo, não conseguiram muito sucesso na Holanda, com a derrota britânica na batalha de Castricum, enquanto os russos e austríacos foram esmagados na segunda batalha de Zurique. Esses reveses desestimularam a Rússia, que se retirou da Coalizão.
O general Napoleão Bonaparte lançou-se então numa invasão da Síria e do Egito, mas após o fracassado cerco de Acre, ele se retirou para o território egípcio, onde repeliu uma invasão anglo-turca. Enquanto isso, a França se afundava numa crise interna política. Napoleão decidiu então voltar a Paris, deixando o que sobrou de suas tropas para atrás. O general, ainda muito popular entre o povo por causa de suas vitórias na guerra, usou sua influência para dar um golpe de estado, fundando assim o chamado Consulado Francês, com ele próprio na figura de chefe de governo.

### 1800
Napoleão enviou então o general Jean Victor Marie Moreau com suas tropas para a Alemanha, enquanto ele próprio reunia suas forças em Dijon e marchou para além da Suíça, onde atacou os exércitos austríacos na Itália. Bonaparte conquistou uma importante vitória na batalha de Marengo e reocupou o norte italiano.
Moreau então invadiu a Baviera e derrotou a Áustria na batalha de Hohenlinden. Ele continuou até Viena e com isso o governo austríaco foi obrigado a aceitar os termos de paz franceses.

### 1801
Os austríacos e franceses negociaram então o tratado de Lunéville, que basicamente reiterava o antigo tratado de Campoformio. No Egito, os otomanos e britânicos forçaram a rendição das guarnições francesas remanescentes nas cidades do Cairo e Alexandria. Os ingleses prosseguiam então com a guerra no mar. Formando a chamada Coalizão da Neutralidade Armada, que incluía a Prússia, Rússia, Dinamarca e Suécia, para permitir o comércio, apesar do bloqueio naval britânico na Europa. O Reino da Dinamarca e Noruega, ainda aliado da França, resistiu mas foi derrotado pelo almirante Horatio Nelson na batalha de Copenhaga.
Em dezembro de 1801, a França enviou uma expedição até Saint-Domingue para encerrar uma rebelião no Haiti, mas acabou fracassando.

### 1802
Em 1802, os britânicos e a liderança francesa acertaram o Tratado de Amiens, encerrando a guerra. Um período de tênue paz se iniciou, mas não duraria muito, com as hostilidades retornando no ano seguinte. Este tratado é reconhecido pelos historiadores como o evento que encerrou as guerras revolucionárias francesas. A partir de 1804, com a coroação de Napoleão Bonaparte e o nascimento do Império Francês, os conflitos que se seguiram seriam ainda mais brutais e de grande intensidade e ficariam conhecidos como as Guerras Napoleônicas.

## Pós-guerra
A Primeira República Francesa, que começou à beira da derrota e da subversão, conseguiu, no decorrer do conflito, superar seus inimigos e produziu um novo exército, que levaria anos para ser sobrepujado. Reformas nas forças armadas garantiram subidas de patente por meritocracia, em detrimento de origem aristocrática (apesar da condição financeira ainda ser um pesado fator). Com a conquista da margem esquerda do Reno e a dominação assegurada nos Países Baixos, na Suíça e na Itália, a jovem república francesa expandiu-se para conquistar um dos maiores territórios já controlados pelo país em sua história (superado em poder, influência e extensão territorial na Europa apenas pelo país na era Napoleônica).
Contudo, a paz de Amiens se provou frágil e em 1804 a guerra já havia sido retomada a todo o vapor, após uma nova Coalizão erguer-se contra a França.